# Dirachma
Dirachma je biljni rod smješten u vlastitu porodicu Dirachmaceae, pripada redu  ružolikih (Rosales)., s dvije priznate vrste. Prisutna je samo na melenom području na Rogu Afrike i otočju Socotra (Soqotra). Predstavnici su Dirachma socotrana i Dirachma somalensis imenovane po lokalitetima.
Obje vrste su grmovite, listovi nazubljeni, a plod je čahura. Vrsta D. somalensis otkrivena je tek i opisana 1991.
Prethodno je rod Dirachma Cronquist uključivao u porodicu Geraniaceae, a Takhtajan u porodicu Dirachmaceae koju klasificira redu Malvales.
Porodica je opisana u The Families of Flowering Plants. I. Dicotyledons, ed. 2 248. 1959., a rod u Proceedings of the Royal Society of Edinburgh 12: 403. 1884.